# Disasterpieces
Disasterpiece es el segundo DVD de la banda estadounidense de nu metal Slipknot, lanzado el 22 de noviembre de 2002. Contiene dos discos: el primero es un concierto completo grabado en el desaparecido London Dockland Arena de Londres, mientras que el segundo contiene todos los videoclips de la banda hasta la fecha del lanzamiento, incluyendo canciones de sus dos primeros discos Slipknot y Iowa.
El concierto se filmó con 26 cámaras, incluyendo una en el cabezal de la guitarra de Mick Thomson y varias cámaras colocadas en las máscaras de los miembros de la banda para crear un efecto de grabación en "primera persona". La grabación del concierto fue editado en parte por Shawn Crahan, quien llegó a visionar todo el metraje grabado. Disasterpiece tuvo una buena recepción crítica, recibiendo alabanzas por su buena edición y su gran calidad de sonido. El DVD fue certificado cuádruple palatino por la RIAA por superar las 400 000 copias vendidas en Estados Unidos, convirtiéndolo en el DVD más vendido de la banda hasta la fecha.

## Grabación y producción

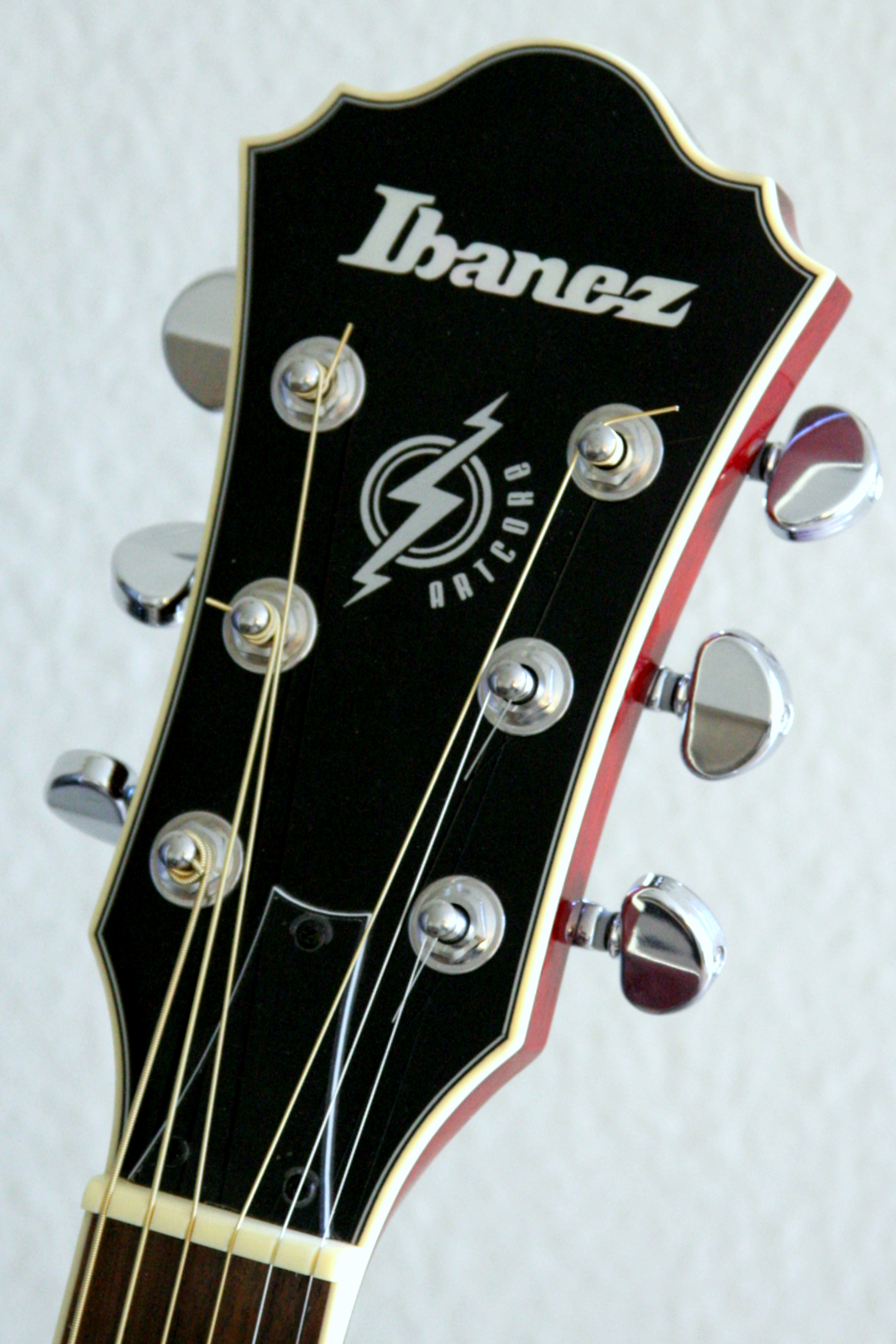
En el concierto, Mick Thomson llevaba una cámara enganchada en el cabezal de su guitarra Ibanez.

Disasterpiece se grabó el 16 de febrero de 2002 en el desaparecido London Dockland Arena de Londres, Inglaterra, ante más de 12 000 espectadores, siendo uno de los últimos conciertos de la gira europea de Slipknot. Esta gira fue la última de la banda hasta 2004. La grabación del DVD se hizo con 26 cámaras distintas bajo la dirección de Matthew Amos y aborda el concierto, imágenes del backstage y de una firma de discos en París, Francia. Además de las cámaras manejadas por camarógrafos, cada miembro de la banda llevaba una cámara adicional enganchada a su máscara, a excepción de Mick Thomson que la llevaba sujeta en el cabezal de su guitarra. El concepto detrás de esta idea era permitir al espectador ver el concierto desde el punto de vista de los integrantes de la banda. No obstante, estas pequeñas cámaras causaron algunos problemas e incomodidad a algunos de los músicos; el bajista Paul Gray se quitó la suya después de la cuarta canción, explicando: "Nos dieron un enorme bulto de equipamiento para la cámara que debíamos llevar alrededor de la cintura. Cuando comencé a saltar por ahí, no paraba de escurrirse por la pierna". Además, durante la interpretación de la canción "Spit It Out" le robaron la cámara a DJ Sid Wilson mientras estaba entre el público, aunque se recuperó al final del concierto, quedando todo documentado en el DVD.
La edición de las imágenes del concierto corrió a cargo de Shawn Crahan y Paul Richardson. Crahan no tenía una idea clara cuando comenzó con la edición, por lo que, a pesar de la incredulidad de sus compañeros, decidió ver todo el metraje grabado para encontrar las mejores tomas para ayudar al espectador a meterse de lleno en el espectáculo. El contenido adicional que aparece en el segundo disco incluye todos los videoclips de la banda hasta la fecha (incluyendo el vídeo inédito de "Wait & Bleed") y la pista "Purity" (descarte por motivos legales del disco Slipknot, en formato audio). Además, el DVD permite al espectador usar el mando a distancia para cambiar los ángulos de visión durante "Disasterpiece" y ver las cámaras individuales de cada miembro durante "People=Shit" y "The Heretic Anthem". El preestreno del DVD se hizo en Nueva York el 1 de noviembre de 2002 y se lanzó definitivamente el 22 de ese mismo mes.

## Recepción
Disasterpiece recibió, en general, buenas reseñas por parte de la crítica especializada. El crítico de Rolling Stone, Kirk Miller, alabó la posibilidad de ver el concierto desde distintos ángulos y la buena edición del mismo, escribiendo que estos detalles ayudan a "[tomar] ventaja del concierto en vivo de los gigantes del metal enmascarados". Muchos críticos mencionaron lo mucho que ayuda a captar la experiencia de un concierto de Slipknot. En su reseña para Sea of Tranquility, Ken Pierce escribió que Disasterpieces "es un DVD que no te dejará igual que antes de verlo". Pierce añadió que "definir un concierto en vivo de Slipknot como caótico sería decir poco... De hecho, a veces es difícil seguir lo que está pasando, ya que ocurren muchas cosas a la vez". El crítico de Movie Freak, Chris Pilch, escribió que "[Disasterpieces] hace énfasis sobre porqué hay que ver a Slipknot en concierto". Rockezine comentó a los seguidores de Slipknot que "[Disasterpieces es] todo lo que siempre has querido de tu banda favorita". También alabaron la mezcla en directo de la actuación. Chris Pilch dijo: "El sonido, que es extremadamente importante en un DVD como este, pasa la prueba". El crítico de Ottawa XPress, Mitch Joel, comentó que está "perfectamente mezclado [...] [haciendo que] canciones como 'People = Shit', 'Spit It Out' y 'Surfacing' parezcan cohetes". En general, concluyó que "Disasterpieces es un paquete genial que abarca todo".
Disasterpieces llegó al puesto número tres de la lista Billboard Top Music Videos y se posicionó en el primer puesto en Finlandia. La RIAA lo certificó platino el 6 de enero de 2003 en Estados Unidos, llegando a cuádruple platino el 18 de noviembre de 2005.

## Contenido
| Disco 1Live at London Arena (15 de febrero de 2002) 1. "(515)" 2. "People = Shit" 3. "Liberate" 4. "Left Behind" 5. "Eeyore" 6. Set-Up 7. "Disasterpiece" 8. Soundcheck 9. "Purity" 10. "Gently" 11. "Sid Solo" 12. "Eyeless" 13. In-Store [Paris] 14. "Joey Drum Solo" 15. Mask Cams 16. "My Plague" 17. "New Abortion" 18. "The Heretic Anthem" 19. "Spit It Out" 20. "Wait and Bleed" 21. It Begins 22. "(Sic)" 23. "Surfacing" | Disco 2Vídeos musicales - "My Plague" - "Left Behind" (original) - "Left Behind" (versión del director) - "Wait and Bleed" (en vivo) - "Wait and Bleed" (claymation) - "Spit It Out" (versión de 1998) - "Purity" (solo audio) |

## Personal
| Slipknot - (#8) Corey Taylor - voz - (#7) Mick Thomson - guitarra - (#6) Shawn Crahan - percusión, coros - (#5) Craig Jones - sampler, sintetizador - (#4) James Root - guitarra líder - (#3) Chris Fehn -percusión, coros - (#2) Paul Gray - bajo - (#1) Joey Jordison - batería - (#0) Sid Wilson - turntablism | Producción - Matthew Dillon - producción - Philip Richardson - edición de vídeo - Morgan-William Turner - edición de vídeo - Shawn Crahan - dirección artística, edición de vídeo - Ted Jensen - mezcla de sonido - Alastair Bramall-Watson - diseño de la luminotecnia |

## Certificaciones
| País           | Certificaciones (ventas) |
| -------------- | ------------------------ |
| Alemania       | Oro                      |
| Estados Unidos | 4xPlatino                |